# Teenage Mutant Ninja Turtles (аркадная игра)
Teenage Mutant Ninja Turtles, известная как Teenage Mutant Hero Turtles в Европе, и Teenage Mutant Ninja Turtles: Super Kame Ninja (яп. ティーンエイジ・ミュータント・ニンジャ・タートルズ 〜スーパー亀忍者〜 Ти:нэйдзи Мю:танто Ниндзя Та:торудзу Су:па: Камэ Ниндзя) в Японии — это сайд-скроллинговый beat 'em up, выпущенный Konami на аркадных автоматах в 1989 году. Домашняя версия игры была выпущена на различных платформах. Игра основывается на мультсериале 1987 года.

## Порт на NES
Порт на NES вышел в декабре 1990 года в Северной Америке под названием Teenage Mutant Ninja Turtles II: The Arcade Game, 14 ноября 1991 года в Европе под названием Teenage Mutant Hero Turtles II: The Arcade Game и 7 декабря 1990 года в Японии под названием Teenage Mutant Ninja Turtles. В Европе и Северной Америке порт значился как вторая часть в связи с тем, что на NES уже была выпущена игра под этим названием. В Японии первая часть выходила под другим названием.
Порт включает два новых уровня (первая часть третьего уровня и весь шестой уровень), особенностью которых являются новые противники, включая два новых босса. Оба персонажа были специально созданы для игры. Во второй части третьего уровня битва с Бибопом и Рокстеди была изменена на битву с Бакстером Стокманом.

## Игровой процесс
Игра рассчитана на одного или двух игроков. В начале можно выбрать одну из четырёх черепашек-ниндзя: Леонардо, Рафаэль, Микеланджело или Донателло. В дальнейшем сменить главного персонажа будет нельзя. Черепахи незначительно различаются между собой по скорости и дальности удара. Сражаться предстоит против ниндзя клана Фут, маузеров, радиоуправляемых вертолётов и других персонажей, позаимствованных из мультсериала. Всего в игре 7 разнообразных сцен (уровней), в конце каждого из которых надо победить финального босса. Каждый финальный босс уникален, имеет собственные приёмы и алгоритмы движений, и, в отличие от обычных противников уровня, требует от одного до нескольких десятков попаданий для уничтожения. За каждого убитого противника, в зависимости от версии игры, даётся определённое количество очков. Набирая очки, можно зарабатывать дополнительные жизни.

## Различия региональных версий
Японская и американская версии различаются системой начисления очков за уничтожение противников, их количеством на уровнях, а так же удар ногой в полете в японской версии наносит в 2 раза больше урона, чем в американской.

## Отзывы
| Сводный рейтинг | Сводный рейтинг |
| Агрегатор       | Оценка          |
| --------------- | --------------- |
| GameRankings    | 66,87 %         |